# 巴什蒂·伊什特万
巴什蒂·伊什特万（匈牙利語：Básti István，1944年9月19日—），匈牙利男子足球运动员。他曾代表匈牙利参加1968年和1972年夏季奥林匹克运动会足球比赛，共获得一枚金牌和一枚银牌。